# Tinodes sigodanus
Tinodes sigodanus är en nattsländeart som beskrevs av Ross och Merkley 1950. Tinodes sigodanus ingår i släktet Tinodes och familjen tunnelnattsländor. Inga underarter finns listade i Catalogue of Life.